# Bitwy o Krasnyj Łyman
Walki o Krasnyj Łyman – seria walk stoczonych w czerwcu 2014 podczas wojny na wschodzie Ukrainy o kontrolę nad miastem Krasnyj Łyman (obecnie Łyman) w obwodzie donieckim.

## Tło wydarzeń
12 kwietnia 2014, piątego dnia po proklamacji „Donieckiej Republiki Ludowej”, separatyści zajęli siedzibę miejskiego wydziału policji w Krasnym Łymanie (jednocześnie z zajęciem budynków SBU i policji w Słowiańsku). Inicjatywę w procesie negocjacyjnym podjął burmistrz Leonid Perebejnis. Podczas negocjacji z uzbrojonym i agresywnym tłumem rosyjskich bojowników uzgodniono, że separatyści opuszczą miasto.
Pełniący obowiązki ministra spraw wewnętrznych Arsen Awakow zawiadomił, że w Krasnym Łymanie atak rosyjskich bojowników uzbrojonych w karabinki szturmowe rosyjskiej produkcji AK10x został odparty przez siły policyjne i żołnierzy miejskich. Ludzie stali się żywą tarczą w obronie wydziału policji przed terrorystami, którzy przyjechali ze Słowiańska. Według Awakowa, AK100 z granatnikami podlufowymi jest na uzbrojeniu tylko Sił Zbrojnych Federacji Rosyjskiej.
Jednak już 30 kwietnia prawie 40 uzbrojonych terrorystów wdarło się na posiedzenie rady miejskiej i, biorąc deputowanych jako zakładników, zmusiło władze miasta do uwzględnienia w głosowaniu kwestii uznania niepodległości „Donieckiej Republiki Ludowej”. Okupanci ustawili blokady drogowe przy wjeździe do miasta.
8 maja 2014 w lesie Grekiwskim obwodu ługańskiego zostało znalezione ciało szefa krasnołymańskiego ośrodka Wszechukraińskiego Towarzystwa „Prosvita” im. Tarasa Szewczenki Walerija Sala, którego prorosyjscy bojownicy uprowadzili dzień wcześniej w centrum wsi Szandrygolowe rejonu krasnołymańskiego.

## Przebieg wydarzeń
11 maja 2014, według p.o. szefa administracji prezydenta Ukrainy Serhija Paszyńskiego, operacja antyterrorystyczna w rejonie miast Krasnyj Łyman, Słowiańsk i Kramatorsk w obwodzie donieckim przeszła do końcowego etapu.
3 czerwca siły biorące udział w operacji antyterrorystycznej przeszły do ofensywy, domagając się od separatystów złożenia broni. Jednocześnie cywile byli ostrzegani o początku działań zbrojnych poprzez rozrzucanie ulotek przy pomocy odpowiednich armatek. Wieczorem p.o. prezydenta Ukrainy Ołeksandr Turczynow oświadczył, że ukraińskie władze odzyskały kontrolę nad Krasnym Łymanem.
W dniach 3–4 czerwca Służba Bezpieczeństwa Ukrainy i Ministerstwo Spraw Wewnętrznych Ukrainy przeprowadziły w mieście Krasnyj Łyman specjalną operację zatrzymania prorosyjskich przestępców, podczas której zlikwidowano twierdzę bojowników, która mieściła się w przejętym w połowie kwietnia miejskim szpitalu. W wyniku operacji zginęła jedna osoba. 5 czerwca wznowiono prace rady miejskiej i miejskiego wydziału policji.
Przeszukanie miasta w celu wykrycia bojowników trwało 4 i 5 czerwca. Terroryści i ich wspólnicy zostali zatrzymani, a miejscowi mieszkańcy pomogli w ich wykryciu.
5 czerwca ukraińska flaga została ponownie podniesiona nad radą miejską i miejskim wydziałem policji Krasnego Łymanu. Patrolowanie i służbę w mieście rozpoczął Specjalny Oddział MSW „Artemiwsk” wraz ze skonsolidowanym oddziałem policji i miejscowymi funkcjonariuszami lojalnymi wobec przysięgi Ukrainy. Tego samego dnia, zgodnie z dekretem Prezydenta Ukrainy nr 498/2014 „O środkach na rzecz utworzenia krasnołymańskiej rejonowej administracji państwowej obwodu donieckiego”, szefem krasnołymańskiej rejonowej administracji państwowej został mianowany podpułkownik Konstantin Matejczenko, pochodzący z Kostiantyniwki.

### Walki 19 czerwca
Według danych strony prorosyjskiej, około 180–200 osób z batalionu „Prapor” zajmowało pozycje ze strony prorosyjskich bojowników, posiadali 2 moździerze, BRDM, 3 wielkokalibrowe karabiny maszynowe (1 KPWT i 2 UTIOS (NSw-12,7)), 2 granatniki przeciwpancerne SPG-9, 2 granatniki automatyczne AGS.

#### Przebieg walk
Rosyjskie dowództwo, reprezentowane przez Igora Girkina, nie spodziewało się głównego uderzenia w kierunku Jampilu, czekając na nie w Semeniwce czy Mikołajówce, co doprowadziłoby do szybkiego odcięcia Słowiańska.
Kozacy z Wszechwielkiej Armii Dońskiej, broniący mostu, wycofali się po rozpoczęciu walk, nie stawiając oporu.
Po pierwszym ataku, który został odparty przez bojowników, udało im się odholować kamazem jeden z trzech zestrzelonych BMD, który następnie przekazany został batalionowi „Prizrak”. Po tym ataku Girkina do rejonu Jampola i Zakitnoho został wysłany pluton karabinów maszynowych i przeciwpancernych pod dowództwem „Motoroli”, ale nie mógł zapewnić znaczącego wkładu i został rozproszony przez wojska ukraińskie, ponieważ już przekroczyli most i umocowali się na południowym brzegu.
Funkcjonariusze ukraińskiego wywiadu tego dnia otrzymali rozkaz wejścia w rejon akumulacji bojowników w celu ich zneutralizowania. Po kilku kilometrach ruchu, w pobliżu wsi Kryva Luka, spadochroniarze zostali zaatakowani z broni strzeleckiej, granatników, moździerzy. Zwiadowcy użyli granatów dymnych, zajęli pozycje bojowe odpowiednie do obrony, a po kilku godzinach zaciętej walki nadeszła pomoc. Po walce bojownicy naliczyli kilkadziesiąt zwłok wroga, zginął wojownik Liosza i dowódca grupy rozpoznawczej.

#### Wynik walk
W toku walk zostały zniszczone zgrupowania rosyjskich bojowników w południowej części rejonu krasnołymańskiego (w mieście Siwiersk, otm Jampil i Zarichze, we wsi Zakitne i pozostałości w mieście Krasnyj Łyman). W wyniku obławy część grupy przestępczej została zatrzymana i postawiona przed sądem. Jednak większość rosyjskich bojowników przegrupowała się do miasta Słowiańsk.
W wyniku operacji 19 czerwca zginęło szesnastu żołnierzy 24 Samodzielnej Brygady Zmechanizowanej, 25 Brygady Powietrznodesantowej i 95 Samodzielnej Brygady Desantowo-Szturmowej Sił Zbrojnych Ukrainy.